# 中二病でも恋がしたい!のアニメエピソード一覧
中二病でも恋がしたい!のアニメエピソード一覧（ちゅうにびょうでもこいがしたいのアニメエピソードいちらん）は、日本のテレビアニメシリーズ『中二病でも恋がしたい!』のエピソード一覧である。

## 第1期
| 第1期 中二病でも恋がしたい! | 第1期 中二病でも恋がしたい! | 第1期 中二病でも恋がしたい! | 第1期 中二病でも恋がしたい! | 第1期 中二病でも恋がしたい! |
| # | サブタイトル                | 絵コンテ                    | 演出                        | 作画監督                    |
| --- | --------------------------- | --------------------------- | --------------------------- | --------------------------- |
| Episode I | 邂逅の…邪王真眼             | 石原立也                    | 河浪栄作                    | 引山佳代                    |
| 学園入学式を翌日に控えた晩にベランダに出ていた勇太は、上階からいそいそとロープを伝って降りてくるゴスロリ姿の少女に出会った。右目に眼帯を付けた彼女は「見た? 見てみる?」と問うて去る。翌朝、再会した彼女・小鳥遊六花は電車の扉を魔力で開き、「邪王真眼」を名乗って勇太を保健室に連れ込み、眼帯を外し金色に輝くカラコンの瞳を合わせて「契約完了」を主張する。その言動は勇太が忘れ去ろうとした中二病だった。下校時も付き添うことになり「不可視境界線」を探索していることや姉・十花が敵であることなど、饒舌に自分語り設定話をする現役中二病の六花に振り回される。普通の友人に囲まれる充実した学園生活を夢見ていた勇太の高校デビューは台無しとなった。富樫家の夕餉に招かれた六花は勇太が中二病アイテムを捨てることを知り落胆するが、最終的に捨てることを取りやめた勇太に笑顔を見せる。 |                             |                             |                             |                             |
| Episode II | 旋律の…聖調理人             | 石原立也                    | 三好一郎                    | 植野千世子                  |
| 悪夢に魘された勇太が目を覚ましてそこに見たのは自室に押し入った六花だった。登校時もつきまとわれる。学校では一色の策略でクラス委員にさせられたがクラスでも人気の高い丹生谷森夏も一緒で悪い気はしない。一緒に作業をする彼女にどうアプローチするか思い悩む勇太の前にまたも六花が現れ邪魔される。 ひょんなことから五月七日くみんと知り合った勇太は、彼女が捜す猫が六花の家に居るかも知れないと聞かされ、怪しげなアイテムに埋め尽くされた六花の部屋を訪れるが、そこに現れた十花と六花の姉妹喧嘩に巻き込まれる。結局、問題の猫・きめらは六花が拾ってきたもので、十花が押し付けて勇太の家で飼うことになった。 |                             |                             |                             |                             |
| Episode III | 異端なる…双尾娘             | 北之原孝将                  | 北之原孝将                  | 丸木宣明                    |
| 部活の勧誘が行われ、六花も幾つかの部活を見て回りつつ、自分で部活を立ち上げることとし、メンバーを揃えにかかる。 翌朝、悪夢に魘された勇太が目を覚ましてそこに見たのは自室に押し入ったツインテールの少女だった。そこに六花も押し入り、彼女が自分のサーバントである凸守早苗であると紹介する。彼女も現役中二病だった。 六花は勇太、凸守、くみんを巻き込み、きめらも連れ込んで担任の九十九 七瀬に部設立を談判するが必要な人数が揃わず、架空の人物を仕立てるも認められなかった。だが、空き教室を掃除することで、漸く同好会「極東魔術昼寝結社」として認められる。部屋を得た六花は勇太もメンバーにすることに拘る。翌日丹生谷が六花の同好会に入部したと知らされる。 |                             |                             |                             |                             |
| Episode IV | 痛恨の…闇聖典               | 河浪栄作                    | 河浪栄作                    | 引山佳代                    |
| 得体の知れない同好会に入部する丹生谷の動機に思い悩む勇太の部屋を訪問したいと彼女が言い出す。中二病時代の忌まわしい思い出のアイテムを餌に邪魔な六花を遠ざけた勇太は心置きなく丹生谷を自室に招き入れるが、彼女は隙を窺って家探しをはじめる。目的は勇太が持ち帰った「マビノギオン」だった。それを捜しだして処分するために勇太の部屋を訪れ、その所有者である凸守に接触するために同好会に入ったのだという。だが、彼女の前に現れた凸守によって、マビノギオンのコピーが多数存在することを知らされ、また、モリサマー本人であると認められず、丹生谷は意気消沈する。 |                             |                             |                             |                             |
| Episode V | 束縛の…十字架               | 内海紘子                    | 内海紘子                    | 門脇未来                    |
| 数学の成績が絶望的な六花は、次に赤点を取ったら同好会解散と担任の九十九より言い渡される。これを誤魔化すためにプールの掃除をかって出たが失敗、九十九から「同好会存続のためには平均点が必要」とハードルを上げられる。勇太は六花の勉強を手助けするが、彼女はなおも神頼みに縋り勉強から逃避しようとして彼の手を煩わせる。しかし、勉強中の雑談で彼女が孤独であることを知った勇太はその希望を叶えるために本腰を据えて勉強を教える。六花は平均点以上の点数を得て同好会存続を果たし、また、勇太の考えたカッコいいメアドをゲットする。 |                             |                             |                             |                             |
| Episode VI | 贖罪の…救世主               | 三好一郎                    | 三好一郎                    | 植野千世子                  |
| 六花が裁縫の腕を活かして同好会メンバーに御揃いのTシャツを仕立てる。勇太は着ないといいつつも結局希望通りに怪しいデザインのTシャツを着る。 1通のラブレターを受け取った一色 誠は見知らぬ差出人のことを調べるべく勇太や丹生谷に相談するが、勇太にも心当たりは無い。その間も六花は独りで物思いに耽り、また勇太との繋がりを求める。 一色が落した手帳が女子の手に渡りクラスに波紋を広げた。記載内容から女子を品定めしていたことが暴露され女子の怒りを買う。これを鎮めるために一色は全責任を負い坊主頭になると宣言する。その場を逃れて彼は坊主頭宣言は方便であると誤魔化そうとしたが丹生谷はこれを許さず、結局、坊主頭となる。 そんな騒動を経て夏休みがやってくるが、勇太は十花から、姉妹の実家に来る様に依頼される。 |                             |                             |                             |                             |
| Episode VII | 追憶の…楽園喪失             | 坂本一也                    | 坂本一也                    | 高橋博行                    |
| 十花の依頼を受けた勇太は六花を伴い、同好会メンバーに一色を加えて小鳥遊家の実家へ向かう。だが、六花は迎えに来た十花を威嚇し、祖父は六花に怪訝な表情を見せるなど、腑に落ちないことだらけだった。かつての自室に籠った六花は様子を見に来た勇太に実家を巡る境遇を吐露し、「不可視境界線」の彼方に今も父は居り、自分を見守っているという。 近所の海岸でメンバーは海水浴に興じる。その最中に六花は勇太を秘密の場所へと連れ出そうとするが、十花にみつかり失敗。代わって十花が勇太を連れて行ったのは姉妹の父の墓だった。彼女は墓前で父の死を巡る六花の境遇を説明する。父は3年前に死去し、闘病の様子を知らされなかった六花にとって父の死は突然で今も受け容れていないという。 夜も更けて十花の手料理にメンバーが舌鼓を打つ中、やはり姿を見せない六花の様子を見に行った勇太は、そのまま彼女が「不可視境界線の集積地」と呼ぶかつての家へと連れられて行った。だが、最早そこに家はなく2人が見たのは更地だった。 |                             |                             |                             |                             |
| Episode VIII | 二人だけの…逃避行           | 太田里香                    | 太田里香                    | 鴨居知世、西屋太志          |
| 父の死や家が取り壊されたことを受け容れられず妄想に逃避する六花を十花が咎める。割って入った勇太は六花を擁護するが、彼女の中二病を取り繕うべき言葉に迷う中、六花は逃げ出した。電車でマンションに戻る六花に勇太が追いつき、2人で帰宅するが、六花は部屋の鍵を忘れ自室に入れない。富樫家に泊めることにしたが家族は不在、結局2人きりの夜を過ごす。 |                             |                             |                             |                             |
| Episode IX | 混沌の…初恋煩               | 北之原孝将                  | 北之原孝将                  | 丸木宣明                    |
| それから数ヶ月が経ち、間も無く学園祭だが、2人きりの夜から以後、六花は自分の心身に起きた異常を持て余し、勇太にもそっけない態度をとりほとんど話をしていない。一度は自分に変化を起こした元凶である勇太を倒すべく暗躍するが失敗。それが恋によるものだと見抜いた丹生谷が六花に恋のアドバイスをおくるが、恋愛感情と妄想設定を混同した六花のアプローチはどこかがずっこけて上手く行かない。だが、学園祭の準備作業中の事故で危機に陥った六花を勇太が救い出し、抱擁を通じて2人は互いの気持ちを感じる。 |                             |                             |                             |                             |
| Episode X | 聖母の…弁当箱               | 武本康弘                    | 武本康弘                    | 内藤直                      |
| お互いの気持ちに触れ合った六花と勇太はぎこちないながらも意識しあい、遂に告白して恋人となる。学園祭では丹生谷が企画したフラッシュモブ仕立てのバトルを2人で演ずることとなった。その準備に余念がない中、勇太は十花に呼び出され、海外に転勤すること、代わりに母が六花と共に住むことを告げられる。そして懸案であった六花の中二病につき、対処を求められる。六花を擁護する勇太も抗い通すことが出来ない。 学園祭当日、勇太の前に六花の母が現れ、弁当を渡す様に託される。それを見つめながら勇太は十花の依頼を思い返し、六花に中二病からの卒業を促す。 |                             |                             |                             |                             |
| Episode XI | 片翼の堕天使                | 小川太一                    | 河浪栄作                    | 引山佳代                    |
| 中二病を卒業してから3週間、六花はぎこちないながらも平凡な少女として振る舞い、十花は安心して海外に転勤した。凸守はマスターと慕う六花の変化を許せず中二病に引き戻そうとするが六花は頑なに拒む。 母がやってくる日に備えて六花は部屋の怪しげなアイテムを片付けるが、普通とはどんなことかを忘れた彼女はどう片付けるべきか戸惑い、勇太に助けを求める。 母から亡父の墓参りに誘われた六花は、これについても勇太に相談する。だが、勇太の答えは彼女の期待していたものではなかった。六花は秘めていた思いと「邪王真眼」をくみんに託し、家族に阿り自分の気持ちを押し殺して、勇太の許を離れて実家へ向かう。凸守は六花に対する勇太の仕打ちに抗議するが、勇太は中二病を否定する。 |                             |                             |                             |                             |
| Last Episode | 終天の契約                  | 石立太一                    | 石立太一                    | 植野千世子                  |
| 六花が実家に去ってから暫く経ったが、一向に連絡はなく、勇太は気も漫ろ。やがて一通のメールが届くが、それは彼女自身の過去、並びに勇太との訣別を意味していた。一度は諦める勇太だが、中二病だった頃の自分から届けられた手紙を見て本当の気持ちを奮い立たせる。 自転車で六花の実家へ向かう勇太をくみんが呼び止めた。そして六花が「邪王真眼」を宿した理由、中二病時代の勇太と六花の邂逅、ありのままの自分でいる勇太が六花の憧れであったこと、父を亡くして失意のうちにあった六花を支えたのが中二病であり勇太の存在であったこと、を伝える。勇太は実家から六花を連れ出し、「ダークフレイムマスター」となって妄想世界を展開し、彼女の心のわだかまりであった父との離別を叶え、共にありのままの自分で生きることを選ぶ。 |                             |                             |                             |                             |
| Extra Episode | 煌めきの…聖爆誕祭           | 内海紘子                    | 内海紘子                    | 門脇未来                    |
| 中二病に復帰した六花はこれまでと変わらない生活を送る。歳も押し詰まりクリスマスのパーティーを部室で開こうと先生に交渉するが了承を得られない。代わりに凸守が自宅を会場として提供すると申し出る。当日、豪邸の威容に気おされながらもメンバーはパーティーを始める。その最中に丹生谷は勇太と六花の仲を進展させるべく計らうが、六花はケーキにきかせたブランデーに酔ったままに妄想世界に移行してグダグダとなり、勇太と良い雰囲気になり損ねる。 パーティーが御開きとなった後、勇太は改めて六花を遊覧船に誘う。洋上から街の灯を眺めつつ良い雰囲気になる二人だが、後をついてきたメンバー等に邪魔される。 |                             |                             |                             |                             |

## 第2期
| 第2期 中二病でも恋がしたい!戀 | 第2期 中二病でも恋がしたい!戀 | 第2期 中二病でも恋がしたい!戀 | 第2期 中二病でも恋がしたい!戀 | 第2期 中二病でも恋がしたい!戀           |
| # | サブタイトル                  | 絵コンテ                      | 演出                          | 作画監督                                |
| --- | ----------------------------- | ----------------------------- | ----------------------------- | --------------------------------------- |
| Episode I | 復活の…邪王真眼               | 石原立也                      | 石原立也                      | 池田和美、池田晶子 西屋太志、植野千世子 |
| 再び春が巡ってきた。勇太が、手違いで部屋を引き払われた恋人・六花と2人きりの生活を始めて1週間経つが、彼の初めての交際の相手が現役中二病患者とあって付き合い方が判らぬままに手を拱き、結局これまで通りに彼女に振り回される。勿論同棲の件は秘密で、十花には六花が別のアパートに住んでいると言い繕い、不審を抱いた先生の追求もかわしたが、同好会メンバーに六花の部屋の事情が知られ、遂には十花にも詰問される。姉妹喧嘩の果てに同棲の事実が発覚し、十花は赴任先のイタリアに六花を引き取るとまで言い出すが、妹の樟葉が新学期から富樫家に戻ることとなり、3人で生活することを条件に六花は勇太との同居を認められる。その夜、六花は勇太のノートに挟まれていた一枚の紙片を見つける。 |                               |                               |                               |                                         |
| Episode II | 海豚の…恋人契約               | 石原立也                      | 雪村愛                        | 植野千世子                              |
| 級友の男女交際や同棲にロマンチックな期待を抱く丹生谷らが見つめる中、富樫家で3人の共同生活が始まるが、早速六花の駄目な生活ぶりが露呈する。勇太は、無駄遣いをして食費すらない彼女を連れて夕食の買い出しにでかける。そんな2人のムードのかけらもなく所帯じみた様子に丹生谷は落胆し、手すら握っていないことに憤慨して、巫部の助力を得て勇太をデートに駆り立て、交際の在り方や心構えも指南する。 クリスマス以来のデートに臨む2人は水族館にでかける。道すがら六花が妄想全開ではしゃぎ、勇太が突っ込みを入れて回る最中に漸く手を繋ぐ仲となった。デートを満喫した帰路、六花は恋人としての在り方が判らない不安を訴えつつ彼と共に居る嬉しさや幸せを語り、勇太はありのままの2人でやっていこうと応える。そんなデートの報告を受けた丹生谷は勇太に良からぬ臆測を投げかける。一方の六花は異形の風体の少女と邂逅する。                                               |                               |                               |                               |                                         |
| Episode III | 追撃の…魔法魔王少女           | 河浪栄作                      | 河浪栄作                      | 池田晶子、髙橋博行、門脇未来            |
| 勇太は、朝っぱらから妄想全開の六花に蹴りを入れられたのを皮切りに彼女の為すがままにされ、先日語った自身の言葉を後悔する。試験の点数で勝負をして六花に負けた彼は、彼女の仕立てた服に身を包み女装する羽目になる。その折、校内放送を通して「天使」を呼ぶ声が響いた。これに呼応した六花は七宮 智音と接触して対峙するが、止めに入った勇太と七宮の親密ぶりに六花は愕然とする。部室で六花らが設定談義に花を咲かせる頃、勇太は七宮とマンションに帰宅する。夕刻、帰宅した六花は七宮の存在と、2人の軽妙なやりとりや過去の関係に嫉妬し、夕餉を共にするも素直に会話できない。果ては勇太と七宮の親密な挨拶を目の当たりにして意気消沈する。自身の邪王真眼設定すら忘れて打ち沈む彼女に勇太は新たな契約を持ちかけ、少し関係を深める。 |                               |                               |                               |                                         |
| Episode IV | 無垢なる…生徒会長選挙         | 武本康弘                      | 武本康弘                      | 秋竹斉一                                |
| 丹生谷が生徒会長選挙に立候補するに際して、イメージを守るために結社や凸守との関係を隠蔽するが、構わず絡んでくる凸守や、七宮との遭遇に頭を悩ませる。だが、七宮の証言を得て自身が「モリサマー」であると凸守に信じて貰い、選挙の応援を手伝わせる。 応援演説で凸守は信奉する「モリサマー」の真実の姿を衆目に晒し、マビノギオンに基づき愛の言葉を説くが、これに辱めをうけた丹生谷が悶絶する様を見て、やはり偽者であると確信する。結局丹生谷は落選する。 |                               |                               |                               |                                         |
| Episode V | 幻想の…昼寝迷宮               | 山田尚子、内海紘子            | 小川太一                      | 西屋太志                                |
| 活動内容の怪しい六花の同好会は部屋を喪失する危機に直面する。顧問の九十九先生に相談して昼寝部としての活動実績を積むことで同好会の存在理由を示すことに決める。 もみじヶ丘高校シエスタ同好会との対抗試合が組まれ、先方の挑発をうけて本気を出したくみんの指導のもと昼寝の特訓を行う。仕上げとして睡眠不足になるべく、メンバーは夜を明かすが、そこに乱入した七宮に六花は心穏やかではない。試合当日、妄想世界に移行した選手は次々と脱落していくが、くみんの活躍で勝利をおさめ、同好会は部屋を維持する。 |                               |                               |                               |                                         |
| Episode VI | 躊躇いの…筑紫島周遊           | 北之原孝將                    | 北之原孝將                    | 内藤直                                  |
| 進級してから2か月、勇太と六花らは修学旅行に出かける。行く先々で級友は2人の仲を囃し立てるが、そんな状況に慣れていない六花はつい素っ気ない態度を示し、勇太もフォローできずに居た。夜、男子らは怪談話や恋バナに花を咲かせ、勇太と六花との関係に話が及ぶが、その時、窓に怪しい光が走るとともに女性の声が聞こえ彼らを戦慄させる。その正体は忍んできた六花だった。教員の見回りを勇太と共に褥に潜んでやりすごし、彼に連れられて女子部屋に戻る途上で、お互いに昼間は照れ臭かったこと、もう吹っ切ったことを吐露し、自由行動時間は2人きりで過ごそうと約束する。そして別れ際に六花は勇太との関係を、少し深める。 翌朝、桜島を見上げながら2人は歩き出す。 |                               |                               |                               |                                         |
| Episode VII | すれ違いの…心模様             | 山村卓也                      | 山村卓也                      | 引山佳代、内藤直、門脇未来              |
| 丹生谷ら級友が犬を連れた西郷隆盛の像を探している頃、勇太と六花は2人で街を巡っていた。そこで鞄を失くし困窮した七宮に遭遇する。彼女を放っておけない勇太は、共同でかつての技を繰り出し息の合ったコンビネーションを見せて鞄を回収するが、疎外された六花は嫉妬して行動を別にする。七宮は六花を呼び出して、かつての勇太との関係、彼に抱いた思慕の念と、中二病に依拠する自分のアイデンティティーとの間の葛藤を吐露し、自らは中二病に徹すること、勇太の恋人は六花であると告げる。同時に、今後も中二病であり続けるのか重い選択をつきつけ、六花は一枚の紙片を見ながら物思いに耽る。 再会した勇太と六花はお互いに昼のことを謝罪し、彼は誕生日のプレゼントを贈る。六花は素直な気持ちを言葉にして応える。その頃、丹生谷も凸守も関与していない謎の「モリサマー」のWEBページの存在が明らかになる。                                                                 |                               |                               |                               |                                         |
| Episode VIII | 偽りの…精霊聖母               | 雪村愛                        | 雪村愛                        | 植野千世子                              |
| 修学旅行から帰ってきた勇太らは凸守の様子が変わっていることに驚く。彼女は「本物の」モリサマーに出会ったという。メンバーの前に姿を現した十九川菜摘（とくがわなつみ、声 - 小清水亜美）はモリサマーを自称し、凸守の心を鷲掴みにする。丹生谷は凸守との腐れ縁が切れてせいせいすると嘯きつつも、十九川と対決するために六花や七宮らの助力を得て「モリサマー」としての特訓を行うが、その中で六花の能力が落ちていることが発覚する。いよいよ対決の時、丹生谷はモリサマーになりきった十九川に圧倒されるが、彼女との関係を捨てられない凸守の助太刀を得て十九川を退ける。 |                               |                               |                               |                                         |
| Episode IX | 波打際の…究極奥義             | 石立太一、河浪栄作            | 河浪栄作                      | 門脇未来                                |
| メンバーらはくみんの叔母の経営する海の家でアルバイトをするが、そこに七宮も現れ、十花も様子を見に来る。勇太は六花に抱く思いと、それなりに関係を少しずつ深めていることを十花に語る。一方、六花は邪王真眼のことを忘れがちになり能力が落ちていることを自覚し七宮に相談する。七宮は自身の葛藤の経験を踏まえて、中二病に徹するか、邪王真眼を捨てて勇太との恋を取るかの二者択一であると応ずるが、六花は勇太から貰った言葉と彼への思いを糧に中二病なりの恋愛を成し遂げると語り、その思いを新たにする。そんな六花を見て、勇太への恋心を捨てて中二病に徹していた筈の七宮の胸に、激しい思いが再燃する。 |                               |                               |                               |                                         |
| Episode X | 真夏の夜の…雨と鞭             | 武本康弘                      | 武本康弘                      | 秋竹斉一                                |
| 自分の中に湧き上がる勇太への激しい思いを持て余す七宮は尚もこれを鎮めようと苦悶する。六花や勇太はそんな彼女の葛藤に気付かなかったが十花は敏感に察知し、その対処を丹生谷らメンバーに託す。彼女らは七宮に本心を問い質してはみるものの結局何もできない。勇太と六花は連れだって盆踊り大会にやってくるが、六花は何かを見つけて姿を消す。突然の雨に打たれた勇太のもとに現れた七宮は、六花と彼の関係や、彼の六花への想いを聞き出して、自らその現実に直面して彼への想いを解き消そうとする。それはかろうじて成功したかに見えたが、勇太が残酷な優しさをかけたことで尚更にぶり返してしまう。 |                               |                               |                               |                                         |
| Episode XI | 青き月の…最終決戦             | 藤田春香                      | 藤田春香                      | 西屋太志                                |
| 雨に当った六花は風邪をひいてしまうが、看病する勇太に止められてもどこかへ外出する。七宮の秘めた恋心に気づいた丹生谷は「モリサマー」の姿で彼女の前に現れ「もう一人の自分と戦え」と告げる。勇太は中二病時代の日記を読み返し、ブルームーンの夜に暗炎龍を蘇らせるため、六花が鍵となるコインを探していたことに気付く。勇太と七宮は六花を発見、勇太の手で封印された暗炎龍の儀式を始めると、七宮は魔法魔王少女として戦いを挑む。夏休みの終わり、勇太のベランダに顔を出した七宮は、未来永劫魔法魔王少女であることを宣言、「バイバイ」の言葉で自分の気持ちに区切りをつける。 |                               |                               |                               |                                         |
| Last Episode | 黄昏の…上級契約               | 石原立也、北之原孝將          | 北之原孝將                    | 内藤直、池田和美                        |
| 夏休みが終わり、新学期。六花は勇太との更なる上級契約＝キスに挑むと宣言しメンバーに応援を依頼する。丹生谷らに後押しされ、いい雰囲気になるも中々最後の一歩を踏み出せない。意を決した六花は橋の下に雄太を呼び出し、勇気を振り絞って自らいい雰囲気に追い込み、愈々その瞬間に、勇太の携帯にきめらが出産したとの報が入る。周囲の期待もむなしく契約は失敗に終わった。 |                               |                               |                               |                                         |
| Extra Episode （未放送） | 再生の…邪王真眼黙示録         | 石原立也                      | 石原立也                      | 池田和美                                |
| 一色が雄太にUSBメモリを受け渡す怪しげな様子を見た六花はメンバーや先生の助けを借りて雄太を詰問しその内容を暴く。それが、かつて勇太が追っかけをしていたアイドルの写真集と分かりメンバーは安堵するが、自分以外の女子に関心を持つのを許せぬ六花は直ちに一色に返す様に要求する。が、一色にはぐらかされ雄太は結局USBを持ち帰る。その夜。六花は勇太の部屋でUSBを見つけるが、不注意から破損させてしまい、六花はUSBを返さなかったことを、雄太はUSBを勝手に持ち出して壊したことをお互いに咎め諍いとなり、六花は家出する。翌晩、七宮の家に集うメンバーは、監視カメラで階下の雄太の様子を伺うが、六花の家出を気にしていない様子。六花は愛想を尽かされたと思い消沈するが、夜半に自分の夜食を用意しておく勇太を見て安堵する。六花は決して喧嘩を望まない気持ちを吐露し、くみんは喧嘩することもまた良い事と諭す。六花は富樫家へ帰宅し、二人は気の済むまで喧嘩する。 |                               |                               |                               |                                         |